# Ses Bardetes
Ses Bardetes és un nucli urbà ubicat a l'illa de Formentera. Està situat a aproximadament 600 metres al sud de la capital insular, Sant Francesc de Formentera, parròquia de la qual forma part. Té 247 habitants.